# Station Hemel Hempstead
Hemel Hempstead is een spoorwegstation van National Rail in Hemel Hempstead, Dacorum in Engeland. Het station is eigendom van Network Rail en wordt beheerd door West Midland Trains. Het station is geopend in 1837.